# Cooking Papa
Cooking Papa (яп. クッキングパパ Куккингу Папа) — японская манга, автором и иллюстратором которой является Тоти Уэяма, публикуется издательством Коданся в еженедельном журнале Weekly Morning с 1985 года. По данным на 22 сентября 2014 года манга была собрана в 129 томов — танкобонов, что делает её пятой длиннейшей мангой в истории. В каждой главе манги в конце присутствует рецепт того или иного блюда. Манга также публиковалась на территории Тайваня.
По мотивам манги студией Eiken был выпущен аниме-сериал, который транслировался по телеканалу TV Asahi с 9 апреля 1992 года по 25 мая 1995 года. Всего выпущена 151 серия аниме. Также 29 августа 2008 года свой выпуск по мотивам манги начала дорама, которая транслировалась по телеканалу Fuji TV.

## Сюжет
Сюжет разворачивается вокруг офисного работника по имени Кадзуми Арайва, который что бы не делал, во время отдыха или на работе, всегда начинает готовить и поражать знакомых и друзей своими изысканными блюдами. При этом его жена абсолютно не умеет готовить, даже самые элементарные блюда, однако это не проблема — Кадзуми знает сотни рецептов блюд из самых разных стран, также кулинарией интересуется сын Арайвы, который по мере взросления, как и отец, тоже становится кудесником-поваром.

## Роли озвучивали
- Тэссё Гэнда — Кадзуми Арайва
- Масако Кацуки — Нидзико Арайва
- Такаяма Минами — Макото Арайва / Миюки Арайва
- Юми Тома — Юмэко Кимура
- Нобуо Тобита — Танака
- Мика Канай — Санаэ
- Дзюнко Оцубо — Мити
- Кёко Тонгу — Мицугу
- Мицуаки Мадоно — Ямагиси
- Юко Кобаяси — Тосио Иноэ
- Киёнобу Судзуки — Мэганэ

## Манга
Ниже представлен список первых 10 томов манги:
| №  | Дата публикации      | ISBN               |
| -- | -------------------- | ------------------ |
| 01 | 18 января 1986 года  | ISBN 4-06-300005-2 |
|    |                      |                    |
| 03 | 18 октября 1986 года | ISBN 4-06-300006-0 |
|    |                      |                    |
| 04 | 18 ноября 1986 года  | ISBN 4-06-300007-9 |
|    |                      |                    |
| 05 | 18 февраля 1987 года | ISBN 4-06-300008-7 |
|    |                      |                    |
| 06 | 18 мая 1987 года     | ISBN 4-06-300009-5 |
|    |                      |                    |
| 07 | 22 августа 1987 года | ISBN 4-06-300010-9 |
|    |                      |                    |
| 08 | 21 ноября 1987 года  | ISBN 4-06-300011-7 |
|    |                      |                    |
| 09 | 23 февраля 1988 года | ISBN 4-06-300012-5 |
|    |                      |                    |
| 10 | 23 мая 1988 года     | ISBN 4-06-300013-3 |
|    |                      |                    |